# 2010年のスポーツ
< 2010年
- 年度別スポーツ記事一覧

2010年のスポーツでは、2010年（平成22年）のスポーツ関連の出来事についてまとめる。
2010年前後：2009年のスポーツ - 2010年のスポーツ - 2011年のスポーツ

## できごと
下記のスポーツはそれぞれの個別記事を参照すること。
2010年の野球（プロ野球、MLB）、2010年のサッカー、2010年の相撲、2010年のバレーボール、2010年のバスケットボール、2010年の日本競馬、2010年の世界競馬、2010年の自転車競技、2010年のNFL、2010年の柔道
ただし上記に含まれるスポーツのうち、世界的な影響があった事件、一般社会に対しても長期的かつ大きな影響を及ぼした事件や快挙、複数のスポーツに跨る事態等については本項に重複記載する。

### 1月
- 元日
  - 【陸上競技】第54回全日本実業団対抗駅伝競走大会で、日清食品グループが4時間50分07秒で初優勝。前年ゴールでの僅差に泣いた雪辱を果たした。
- 2日 - 【陸上競技】第86回東京箱根間往復大学駅伝競走で、東洋大学が5時間32分02秒で往路2連覇。翌3日の復路では前年シード落ちの雪辱に燃えた駒澤大学に優勝をさらわれたものの、総合成績では11時間10分13秒で2連覇を達成した。このほかにも、青山学院大学が41年ぶり、城西大学が出場7度目で初めてという、いずれも記録的なシード権を獲得した一方、駅伝三冠を狙っていた日本大学、関東学連選抜がシード権を獲得できず、“戦国駅伝”を象徴する大会となった。
- 3日 - 【アメリカンフットボール】ライスボウルで、社会人代表鹿島ディアーズが61年ぶりの学生王者となった関西大学カイザースを19-16で下し、12年ぶり2度目のアメフト日本一に。勝負は最終クォーター残り4秒間で決着する劇的な展開となった。
- 7日 - 【ラグビー】第89回全国高等学校ラグビーフットボール大会決勝で、福岡県代表の東福岡が、神奈川県代表の桐蔭学園を31-5で下し、2年ぶり2回目の優勝。本大会で獲得した得点は274点と、大会史上最多となった。
- 10日 - 【ラグビー】全国大学ラグビーフットボール選手権大会決勝で、帝京大学が東海大学を14-13で破り、2回目の出場で悲願の初優勝。
- 12日
  - 【バドミントン】潮田玲子との“オグシオ”ペアで活躍した小椋久美子（三洋電機）が、体の故障が原因で競技を続けられなくなったとして引退。当面は一OLとして会社に残るとしていたが同年3月20日付で退職した。
- 14日 - 【総合競技】日本オリンピック委員会(JOC)は、2010年バンクーバーオリンピックの日本選手団主将にスキージャンプの岡部孝信を、旗手にスピードスケートの岡崎朋美を、それぞれ起用することを決定。岡崎は前回トリノ大会では主将を務めた。
- 17日 - 【陸上競技】第28回皇后盃全国都道府県対抗女子駅伝競走大会で、元オリンピック選手山口衛里が率いた岡山県が、6連覇を目指していた地元京都府などを抑え、悲願の大会初制覇。西陣織で作られたゴールテープを副賞としてプレゼントされたほか、この回から下賜された皇后杯の初代獲得県となった。
- 24日
  - 【陸上競技】第15回天皇盃全国都道府県対抗男子駅伝競走大会で、兵庫県がゴール直前の区間で埼玉県などを交わし、3年ぶり3回目の優勝を飾るとともに、この回から下賜された天皇杯の初代獲得県となった。
- 29日
  - 【フィギュアスケート】四大陸選手権女子シングルで浅田真央が2年ぶり2回目の優勝、鈴木明子も銀メダルを獲得。
- 31日 - 【陸上競技】第29回大阪国際女子マラソンは、寒さが災いした。エチオピアのアマネ・ゴベナが外国人対決を制し優勝。日本勢は小崎まり（ノーリツ）が3位に入ったのが最高で、赤羽有紀子（ホクレン）は大会直前の負傷が響き途中棄権した。

### 2月
- 4日
  - 【相撲】大相撲の横綱・朝青龍明徳が、一月場所中に暴力沙汰を起こしたとされる件で横綱審議委員会が引退勧告を決議、責任を取る形で現役を引退。この日の日本相撲協会理事会に師匠の高砂親方とともに呼び出され聴取を受けた後に記者会見を開き発表。引退届は師匠が代理で提出した。
- 7日 -
  - 【プロボクシング】WBAフライ級タイトルマッチで挑戦者の亀田大毅チャンピオンのデンカオセーン・カオウィチット（タイ）を3-0の判定で下しWBCフライ級王者の亀田興毅と日本初の兄弟世界王者を達成。
  - 【陸上競技】第59回別府大分毎日マラソンは、ケニアのジョナサン・キプコリルが2時間10分50秒で優勝。
- 12日（現地時間）-【総合競技・バンクーバーオリンピック】開会式前のリュージュ公式練習中に、男子1人乗りに出場する予定だったノダル・クマリタシビリ（グルジア）が、コースから外れて周囲の壁や鉄柱に激突し病院に搬送されたものの死亡。
- 15日（現地時間）- 【総合競技・バンクーバーオリンピック】スピードスケート男子500メートルで長島圭一郎が銀メダル、加藤条治が銅メダルを獲得。日本選手による同一種目での複数メダル獲得は1992年アルベールビルオリンピック以来5大会ぶり。
- 18日（現地時間）- 【総合競技・バンクーバーオリンピック】フィギュアスケート男子シングルで髙橋大輔が銅メダル。日本選手によるフィギュアスケートのメダル獲得は前回トリノオリンピック金メダルの荒川静香に続いて2大会連続。フィギュアスケートとしては3人目。男子選手としては史上初の快挙。織田信成7位、小塚崇彦8位と、日本3選手は全員入賞を果たした。
- 19日
  - （現地時間）- 【総合競技・バンクーバーオリンピック】スキージャンプのラージヒルでシモン・アマン（スイス）がノーマルヒルに続きソルトレークシティ大会以来2大会ぶりの2冠を達成しジャンプ個人種目で歴代最多となる通算4個目の金メダルを獲得。
  - 【スピードスケート】長野オリンピック男子500メートル金メダリストで冬季オリンピックに3度出場し計3個のメダルを獲得した清水宏保が今期限りで正式に引退することを、所属先のコジマが発表。
- 25日（現地時間）- 【総合競技・バンクーバーオリンピック】
  - フィギュアスケート女子シングルは後半のフリーが行われ、キム・ヨナ（韓国）が史上最高得点を叩き出し優勝。この種目では同国初の金メダル獲得となった。浅田真央（日本）はジャンプ以外で魅せるべき点が無かったとして銀メダル、地元カナダのジョアニー・ロシェットは、オリンピック中に母親を亡くすという悲しみを乗り越えての銅メダル獲得となった。
日本勢が同競技で男女ともメダルを獲得したのは史上初。また安藤美姫が5位、鈴木明子も8位に入賞し、男女とも6人の代表選手全員が入賞という結果となった。
  - アイスホッケー女子は、地元カナダがアメリカ合衆国を破り悲願の金メダル獲得。しかし試合後、選手らが氷上で祝勝の飲酒・喫煙に及んだことから、関係者が謝罪に追われる羽目となった。
- 27日（現地時間）- 【総合競技・バンクーバーオリンピック】スピードスケート女子団体パシュート（追い抜き）で日本の田畑真紀、穂積雅子、小平奈緒トリオがドイツに決勝で僅差負けし銀メダル。同種目の女子で銀メダルは歴代最高の記録。なお、ドイツとの差は27cmの差であった。
- 28日
  - 【陸上競技】東京マラソン2010男子フルマラソンの部は、藤原正和が日本人として初めての優勝。レース完全終了（ゴールゲート閉鎖）前に、チリで発生した巨大地震の津波が到達するという状況下でのレースであった。
  - （現地時間）- 【総合競技】バンクーバーオリンピック閉幕。日本は銀メダル3個、銅メダル2個という成績に終わった。金メダル無しに終わったのは2002年ソルトレークシティオリンピック以来2大会ぶり。

### 3月
- 7日 - 【陸上競技】第65回びわ湖毎日マラソンが行われ、エチオピアのイエマネ・ツェガエが2時間9分34秒のタイムで優勝
- 12日〜21日 - 【総合競技】カナダで第10回バンクーバーパラリンピックが開催された。日本は主将の新田佳浩が金メダルを2個獲得したほか、男子アイススレッジホッケーチームが銀メダルを獲得し、チームキャプテンが大会組織委員会から表彰されるなど、2010年バンクーバーオリンピックの日本選手団を凌駕する成績をおさめた。
- 14日 - 【陸上競技】第31回名古屋国際女子マラソンで加納由理 （セカンドウィンドAC）が2時間27分11秒で初優勝。これで日本代表選考レースは全て終了し、日本陸上競技連盟は16日に理事会と評議会を開催。11月に開催されるアジア競技大会（中国・広州）のマラソン代表に男子は佐藤智之（旭化成）と北岡幸浩（NTN）を、女子は加納とチームメイトの嶋原清子を選出。
- 25日（現地時間）- 【スケート】フィギュア世界選手権男子シングルで髙橋大輔が冬季オリンピック、世界選手権を通じ同種目日本人初の金メダルを獲得。
- 27日 - 【ボクシング】WBCフライ級王者統一戦で、正規王者の亀田興毅が暫定王者のポンサクレック・ウォンジョンカム（タイ）に0-2（ジャッジ1名ドロー）の判定で敗れ、プロ初黒星を喫した。
- 27日（現地時間） - 【スケート】フィギュア世界選手権女子シングルで浅田真央が金メダルを獲得。男子の髙橋大輔に続き、史上初となる男女とも金メダルを獲得した。

### 4月
- 11日（現地時間） - 【ゴルフ】世界4大メジャーの一つマスターズ・トーナメントは、オーガスタ・ナショナル・ゴルフクラブで最終ラウンドが行われ、アメリカのフィル・ミケルソンが-16で4年ぶり3回目の優勝。
- 13日 - 【ボクシング】3月27日に行われたWBC世界フライ級王座統一戦・亀田興毅対ポンサクレック・ウォンジョンカム戦の試合終了後に父親の亀田史郎が暴言を吐いた問題で、日本ボクシングコミッション（JBC）は亀田史郎に対しセコンドライセンスの取り消し、亀田ジム会長の五十嵐紀行に対してクラブオーナーライセンス及びプロモーターライセンスの無期限停止の処分をそれぞれ科した。
- 19日
  - 【モータースポーツ】アイスランド・エイヤフィヤットラヨークトルの噴火によって大規模な空路封鎖が発生。これによって23 - 25日に開催予定だったロードレース世界選手権日本グランプリに参加するライダーやチーム関係者の移動が困難となったため、開催を10月1 - 3日に延期すると発表された。
  - 【ゴルフ】女子プロゴルフ世界ランキング1位のロレーナ・オチョア（メキシコ）が引退を発表。
- 21日 - 【訃報】国際オリンピック委員会（IOC）会長を20年以上にわたって務めたフアン・アントニオ・サマランチ（スペイン）が死去。

### 5月
- 2日 - 【ゴルフ】日本男子プロゴルフツアー中日クラウンズ最終日石川遼が18ホールの世界ツアー最少ストローク58をマークし通算13アンダーで優勝。
- 11日 - 【ゴルフ】7日に行われたワールドレディスチャンピオンシップ2日目に、遅延行為によって2打罰を科されホールアウト後それを不服として私的理由により棄権した三塚優子に対し、日本女子プロゴルフ協会は罰金200万円と年間の協会新人セミナー受講を義務付ける処分を下した。ほかに2か月間、フンドーキンレディースからMeijiチョコレートカップ迄8試合の出場自粛と同期間のプロゴルファーとしての活動自粛も課せられた。

### 6月
- 5日 - 【陸上競技】第94回日本陸上競技選手権大会（香川県立丸亀競技場）男子ハンマー投げで、室伏広治（ミズノ）が大会16連覇達成。
- 6日
  - 【ゴルフ】日本ゴルフツアー選手権（茨城県・宍戸ヒルズCC）は、宮本勝昌がスコア貯金の効果もありトータル5アンダーで9年ぶり2度目の優勝を果たした。
  - 【陸上競技】第94回日本陸上競技選手権大会
    - 男子やり投げは、前年の世界選手権銅メダリストの村上幸史（スズキ浜松アスリートクラブ）が11連覇達成。
    - 女子200m走は、髙橋萌木子（平成国際大学）が、長年のライバル・福島千里（北海道ハイテクノロジー専門学校アスリートクラブ）をわずか100分の1秒差で下し優勝。福島の短距離2冠を阻止した。
    - 女子走り幅跳びは、不振が続いていた井村久美子（2010年からアイディアヒューマンサポートサービス社・アイディアメンタルトレーニングセンター所属）が桝見咲智子（九電工）に勝ち3年ぶりの優勝。
- 14日 - 【相撲】5月に野球賭博に関する報道が出され、一連の大相撲野球賭博疑惑の端緒となった大関・琴光喜啓司が、日本相撲協会に対し野球賭博を行っていた事実を認めたことが明らかになった。また日本相撲協会は、警視庁などに調査結果を提出し、野球賭博が29件、その他の賭博が36件、合わせて65件あったとした。既に司法手続きが進められているため、協会としての処分はその結果を睨みながら決められる見通しとなった。
- 20日（現地時間） - 【ゴルフ】全米LPGAツアー「ショップライト・クラシック」で宮里藍が優勝し、米ツアー通算4勝目を挙げるとともに、翌日付の女子ゴルフ世界ランキングで、日本人選手初の1位となった。

### 7月
- 3日（現地時間）- 【テニス】ウィンブルドン選手権（イギリス）女子シングルスで、セリーナ・ウィリアムズ（アメリカ合衆国）がベラ・ズボナレワ（ロシア）を下し、2年連続4回目の優勝。
- 4日
  - 【相撲】日本相撲協会は臨時理事会を開催し、一連の野球賭博問題で年寄大嶽（元関脇：貴闘力忠茂）及び現役大関琴光喜啓司を解雇とするなど、賭博に関与した協会構成員に対する処分を決定した。元大嶽には退職金不支給、元琴光喜には退職金は支払うものの功労金は0査定とした[1]。また、今回の処分で謹慎となった理事長武蔵川晃偉の代行として、外部理事の村山弘義（元東京高等検察庁検事長）が名古屋場所終了後まで務めることも併せて決議した[2]。

  - （現地時間）【テニス】ウィンブルドン選手権男子シングルスで、ラファエル・ナダル（スペイン）がトマーシュ・ベルディハ（チェコ）を破り、2年ぶり2回目の優勝。
- 6日 - 【相撲】日本放送協会（NHK）が、テレビ放送開始以来初となる本場所中継取り止めを決定。
- 7日 - 【相撲】警視庁が一連の野球賭博問題で、賭博場開張図利の疑いで関係箇所の一斉捜索を実施。また、呼び出しの装束スポンサーとなっていた7社が一斉に降りたことが判明したほか、日本相撲協会も天皇賜杯・内閣総理大臣表彰など全ての外部表彰を辞退する方針を決めた。
- 11日
  - （現地時間）【サッカー】アフリカ大陸での初開催となった第19回FIFAワールドカップ南アフリカ大会の決勝戦が行われ、スペインがオランダを延長戦の末1対0で下し、13回目の出場で初めてワールドカップトロフィーを手にした。

### 8月
- 31日 - 【陸上】日本陸上競技連盟と中日新聞社などが、毎年3月に開催されている名古屋国際女子マラソンと11月に開催されている名古屋シティマラソンを来年度に統合し、女子のみのフルマラソン（国際大会代表選考格）と男女混合の4km、19 km、ハーフマラソンを同一日に「マラソンフェスティバル」（仮称）として2012年3月11日に第1回を開催すると発表。

### 9月
- 13日
  - 【テニス】全米オープン男子シングルス決勝で、ラファエル・ナダル（スペイン）がノバク・ジョコビッチ（セルビア）をセットカウント3-1で下し史上7人目の4大大会全大会制覇（キャリアグランドスラム を24歳と102日の史上最年少で達成。

### 10月
- 15日 - 【柔道】2000年シドニー、2004年アテネの連覇を含むオリンピック5大会連続メダル獲得、世界選手権7連覇などを遂げた女子48キロ級の谷亮子が引退を表明。今後は議員としての活動に専念することを発表した。
- 21日（現地）- 【体操】2010年世界体操競技選手権（オランダ・ロッテルダム）男子団体で日本が2大会連続で銀メダルを獲得。
- 22日
  - 【ゴルフ】 千葉県警千葉中央署は、コカイン所持容疑の現行犯で日本ゴルフツアーで優勝経験のある36歳のオーストラリア人プロゴルファーを逮捕[3][4]。
  - （現地）- 【体操】2010年世界体操競技選手権男子個人総合で内村航平が日本人初の同種目2連覇。
- 23日
  - （現地）【体操】2010年世界体操競技選手権男子種目別ゆかで内村航平が銀メダルを獲得。
- 24日
  - 【モータースポーツ】初開催となったF1韓国GP決勝（韓国インターナショナルサーキット）は、悪天候による中断・やり直しの末、フェルナンド・アロンソ（フェラーリ）が初代王者となった。
  - 【陸上競技】アテネ五輪女子マラソン金メダリストで、怪我などにより長く休んでいた野口みずき（シスメックス）が、実業団女子駅伝西日本大会（福岡県）で2年5か月ぶりの実戦復帰を果たした。
  - （現地）【体操】2010年世界体操競技選手権男子種目別平行棒で内村航平が銅メダルを獲得。

### 11月
- 23日 - 【陸上・駅伝】国際千葉駅伝で日本学生選抜が初優勝。

### 12月
- 5日 - 【ゴルフ】2010年の日本男子ツアーの賞金王に韓国出身の金庚泰（キム・キョンテ）が輝く。日本国外の選手が賞金王になるのは1987年のデビッド・イシイ（アメリカ）以来、23年ぶり2人目。2年連続賞金王を狙った石川遼は賞金ランク3位に終わった。
- 17日 - 【ゴルフ】日本女子プロゴルフ協会（JLPGA）の樋口久子会長が65歳の定年に伴う会長選挙が行われ、小林浩美理事を選出。
- 25日 - 【フィギュアスケート】全日本フィギュアスケート選手権男子シングルフリーでショートプログラム1位の小塚崇彦が合計251．93点で初優勝し、1966 - 68年の同大会同種目を制した父親の小塚嗣彦と父子2代制覇。
- 26日
  - 【陸上競技】全国高等学校駅伝競走大会で、第61回の男子は鹿児島実業高等学校が1954年の初出場以降57年目、出場42回目で初優勝。一方第22回の女子は興譲館高等学校（岡山県）が5年ぶり2回目の優勝。
  - 【フィギュアスケート】全日本フィギュアスケート選手権は、この日行われた女子シングルフリーでショートプログラム2位の安藤美姫が同1位だった浅田真央を逆転し合計202.34点で6年ぶり3回目の優勝を飾り閉幕。これを受け2011年3月に開催される世界選手権代表も大会後に発表され、男子シングルが小塚に加え織田信成と髙橋大輔、女子は安藤、浅田に加え村上佳菜子の男女各3名を選出。

## 総合競技大会
- 第1回ワールドウィンターマスターズゲームズ（1月25日 - 31日、 スロベニア・ブレッド）
- 第21回2010年バンクーバーオリンピック（2月12日 - 28日） - 日本の獲得メダル: 銀3、銅2

| 第21回バンクーバーオリンピック | 第21回バンクーバーオリンピック | 第21回バンクーバーオリンピック | 第21回バンクーバーオリンピック | 第21回バンクーバーオリンピック | 第21回バンクーバーオリンピック |
| 順位                           | 国・地域                       | 金                             | 銀                             | 銅                             | 計                             |
| ------------------------------ | ------------------------------ | ------------------------------ | ------------------------------ | ------------------------------ | ------------------------------ |
| 1                              | カナダ (CAN)                   | 14                             | 7                              | 5                              | 26                             |
| 2                              | ドイツ (GER)                   | 10                             | 13                             | 7                              | 30                             |
| 3                              | アメリカ合衆国 (USA)           | 9                              | 15                             | 13                             | 37                             |
| 4                              | ノルウェー (NOR)               | 9                              | 8                              | 6                              | 23                             |
| 5                              | 韓国 (KOR)                     | 6                              | 6                              | 2                              | 14                             |
| 6                              | スイス (SUI)                   | 6                              | 0                              | 3                              | 9                              |
| 7                              | 中国 (CHN)                     | 5                              | 2                              | 4                              | 11                             |
| 7                              | スウェーデン (SWE)             | 5                              | 2                              | 4                              | 11                             |
| 9                              | オーストリア (AUT)             | 4                              | 6                              | 6                              | 16                             |
| 10                             | オランダ (NED)                 | 4                              | 1                              | 3                              | 8                              |
| 詳細はメダル受賞数一覧を参照。 |                                |                                |                                |                                |                                |

- 第10回バンクーバーパラリンピック（3月12日 - 21日） - 日本の獲得メダル: 金3、銀5、銅5
- 第1回シンガポールユースオリンピック（8月14日 - 26日） - 日本の獲得メダル: 金8、銀5、銅3
- 第1回スポーツアコードワールドコンバットゲームズ（8月28日 - 9月4日） - 日本の獲得メダル: 金6、銀12、銅7
- 第16回アジア競技大会（11月12日 - 27日、 中国・広州） - 日本の獲得メダル: 金48、銀74、銅94
- 第2回アジアビーチ競技大会（12月8日 - 16日、 オマーン・マスカット）- 日本の獲得メダル: 金2、銀1、銅3
- 平成22年度全国高等学校総合体育大会（7月28日 - 8月20日、沖縄県）
- 第65回国民体育大会（冬季スケート・アイスホッケー: 1月27日 - 31日・北海道、冬季スキー: 2月25日 - 28日・北海道、本大会: 9月25日 - 10月5日・千葉県）
天皇杯順位: 優勝千葉県、第2位東京都、第3位神奈川県
皇后杯順位: 優勝千葉県、第2位東京都、第3位愛知県
- 第10回全国障害者スポーツ大会（10月23日 - 25日、千葉県）

## アイスホッケー

### 国際大会
- 2010年バンクーバーオリンピックのアイスホッケー競技（2月13日 - 28日、 カナダ・バンクーバー・カナダ・ホッケー・プレイス）
男子決勝 :  カナダ 3-2（延長） アメリカ合衆国 （2大会ぶり7回目）
女子決勝 :  カナダ 2-0  アメリカ合衆国 （3大会連続3回目）
- アイスホッケー世界選手権（5月7日 - 23日、 ドイツ・ケルン、マンハイム、ゲルゼンキルヒェン）
決勝 :  チェコ 2-1  ロシア
- アジアリーグアイスホッケー・プレーオフ・ファイナル（3月21日 - 28日、アニャンアイスアリーナ、釧路アイスアリーナ）
アニャンハルラ（3勝2敗）日本製紙クレインズ （初優勝）

### NHL
- NHLスタンレー・カップ・ファイナル（5月29日 - 6月9日）
シカゴ・ブラックホークス（ウエスタン）（4勝2敗）フィラデルフィア・フライヤーズ（イースタン）

### 日本
- 第77回全日本アイスホッケー選手権大会（3月1日 - 7日、北海道苫小牧市白鳥アリーナ、沼ノ端スケートセンター）
決勝: 日本製紙クレインズ 5-1 王子製紙 （3年ぶり3回目）

## アメリカンフットボール

### NFL
- AFCチャンピオンシップゲーム（1月24日、インディアナポリス・RCAドーム）
インディアナポリス・コルツ 30-17 ニューヨーク・ジェッツ
- NFCチャンピオンシップゲーム（1月24日、ニューオーリンズ・ルイジアナ・スーパードーム）
ニューオーリンズ・セインツ 31-28 ミネソタ・バイキングス
- プロボウル（1月31日、マイアミ・サンライフ・スタジアム）
アメリカン・フットボール・カンファレンス 41-34 ナショナル・フットボール・カンファレンス
- 第44回スーパーボウル（2月7日、マイアミ・サンライフ・スタジアム）
ニューオーリンズ・セインツ （NFC） 31-17 インディアナポリス・コルツ（AFC)(初優勝）

### 日本の大会
- 第64回ライスボウル（1月3日、東京ドーム）
鹿島ディアーズ（社会人代表、12年ぶり2回目） 19-16 関西大学カイザース（学生代表）
- 第65回甲子園ボウル（12月19日、阪神甲子園球場）
立命館大学パンサーズ（西日本・関西、2年ぶり7回目） 48-21 早稲田大学ビッグベアーズ（東日本・関東Ｂブロック）
- 第24回ジャパンXボウル（12月20日、東京ドーム）
オービックシーガルズ（セントラル1位） 20-16 パナソニック電工インパルス（ウェスト1位）

## オートレース
- 第23回全日本選抜オートレース（2月11日 - 15日、浜松オートレース場）優勝: 岡部聡
- 第29回オールスターオートレース（4月25日 - 29日、山陽オートレース場）優勝: 高橋貢
- 第14回オートレースグランプリ（9月19日 - 23日、浜松オートレース場）優勝: 有吉辰也
- 第42回日本選手権オートレース（10月30日 - 11月3日、飯塚オートレース場）優勝: 永井大介
- 第25回スーパースター王座決定戦（12月27日 - 31日、川口オートレース場）優勝: 中村雅人

## オリエンテーリング
- 世界オリエンテーリング選手権（8月8日～15日、 ノルウェー・トロンハイム）
  - ロング競技（男子）優勝: オラフ・ルンダネス（ ノルウェー）
  - ロング競技（女子）優勝: シモーネ・ニグリ＝ルーダー（ スイス）
  - ミドル競技（男子）優勝: カール・ワーラー・カース（ ノルウェー）
  - ミドル競技（女子）優勝: ミンナ・カウピ（ フィンランド）
  - スプリント競技（男子）優勝: マティアス・ミュラー（ スイス）
  - スプリント競技（女子）優勝: シモーネ・ニグリ＝ルーダー（ スイス）
  - リレー競技（男子）優勝:  ロシア
  - リレー競技（女子）優勝:  フィンランド

## カーリング

### 国際大会
- 2010年バンクーバーオリンピックのカーリング競技（2月17日 - 27日、 カナダ・バンクーバー・カナダ・ホッケー・プレイス）
男子決勝 :  カナダ 6-3  ノルウェー
女子決勝 :  スウェーデン 7-6  カナダ （延長11エンド）
- 世界男子カーリング選手権（4月3日 - 11日、 イタリア・コルティナダンペッツォ）
決勝 :  カナダ 9-3  ノルウェー
- 世界女子カーリング選手権（3月20日 - 28日、 カナダ・スウィフトカレント）
決勝 :  ドイツ 8-6  スコットランド （延長11エンド）
- 世界ミックスダブルスカーリング選手権（4月18日 - 24日、 ロシア・チェリャビンスク）
決勝 :  ロシア 9-7  ニュージーランド
- パシフィックカーリング選手権（11月16日 - 23日、 韓国・義城）
男子決勝 :  中国 9-3  韓国
女子決勝 :  韓国 10-7  中国

### 日本
- 第27回日本カーリング選手権大会（3月6日 - 3月11日、北海道・北見市常呂町カーリングホール）
男子決勝 : チーム常呂 13-5 SC軽井沢クラブ
女子決勝 : チーム青森 7-5 常呂高校

## 競艇
スペシャルグレードの全レースもしくは主要GIレースの結果についてのみまとめるものとする。
| グレード | 競走名                               | 開催競艇場 | 期間            | 優勝者             |
| -------- | ------------------------------------ | ---------- | --------------- | ------------------ |
| GI       | 第24回新鋭王座決定戦競走             | 浜名湖     | 1月19日 - 24日  | 毒島誠（群馬）     |
| GI       | 第23回女子王座決定戦競走             | 下関       | 3月2日 - 7日    | 寺田千恵（岡山）   |
| SG       | 第45回総理大臣杯競走                 | 平和島     | 3月17日 - 22日  | 山口剛（広島）     |
| GI       | 第11回名人戦競走                     | 徳山       | 4月13日 - 18日  | 西島義則（広島）   |
| SG       | 第37回笹川賞競走                     | 浜名湖     | 5月25日 - 30日  | 岡崎恭裕（福岡）   |
| SG       | 第20回グランドチャンピオン決定戦競走 | 大村       | 6月22日 - 27日  | 湯川浩司（大阪）   |
| SG       | 第15回オーシャンカップ競走           | 丸亀       | 7月14日 - 19日  | 石野貴之（大阪）   |
| SG       | 第56回モーターボート記念競走         | 蒲郡       | 8月24日 - 29日  | 今村豊（山口）     |
| SG       | 第57回全日本選手権競走               | 桐生       | 10月6日 - 11日  | 瓜生正義（福岡）   |
| SG       | 第13回チャレンジカップ競走           | 唐津       | 11月23日 - 28日 | 今垣光太郎（石川） |
| SG       | 第25回賞金王シリーズ戦競走           | 住之江     | 12月18日 - 23日 | 山崎智也（群馬）   |
| SG       | 第25回賞金王決定戦競走               | 住之江     | 12月20日 - 23日 | 中島孝平（福井）   |

## 剣道
- 第49回全日本女子剣道選手権大会（9月26日、静岡県武道館）
優勝: 石突小百合（警視庁）
- 第58回全日本剣道選手権大会（11月3日、日本武道館）
優勝: 高鍋進（神奈川県警）

## ゴルフ
男子メジャー大会
- マスターズ優勝：フィル・ミケルソン（ アメリカ合衆国）-16（272）
- 全米オープン優勝：グレアム・マクドウェル（ 北アイルランド） 0（284）初優勝
- 全英オープン優勝：ルイス・ウーストハウゼン（ 南アフリカ共和国）-16（272）
- 全米プロゴルフ選手権優勝：マルティン・カイマー（ ドイツ）-11（277）※バッバ・ワトソン（ アメリカ合衆国）とのプレーオフ

女子メジャー大会
- クラフト・ナビスコ選手権優勝：曾雅尼 台湾 -13 （275）
- 全米女子プロゴルフ選手権優勝：クリスティ・カー アメリカ合衆国 -19 （269）
- 全米女子オープン優勝：ポーラ・クリーマー アメリカ合衆国-3（281）
- 全英女子オープン優勝：曾雅尼 台湾 -11（277）

シニアメジャー大会
- 全米プロシニアゴルフ選手権優勝：トム・レーマン
- 全英シニアオープン優勝：ベルンハルト・ランガー
- 全米シニアオープン優勝：ベルンハルト・ランガー
- ザ・トラディション優勝：フレッド・ファンク
- シニア・プレーヤーズ選手権優勝：マーク・オメーラ

### PGA・男子国際大会
- 世界ゴルフ選手権シリーズ
  - アクセンチュア・マッチプレー選手権優勝者: イアン・ポールター（ イングランド）
  - CA選手権優勝者: アーニー・エルス（ 南アフリカ共和国）
  - ブリヂストン招待選手権優勝者: ハンター・メイハン（ アメリカ合衆国）
  - HSBCチャンピオンズ優勝者: フランチェスコ・モリナリ（ イタリア）
- 第38回ライダーカップ：欧州が14½–13½でアメリカを下す。

### 日本男子
- 第78回日本プロゴルフ選手権（5月13日 - 16日、長崎県長崎市・パサージュ琴海アイランドGC）
  - 優勝：谷口徹（ 日本） -10（270）初優勝
- 第11回日本ゴルフツアー選手権（6月3日 - 6日 茨城県笠間市・宍戸ヒルズCC）
  - 優勝：宮本勝昌（ 日本） -5（279）9年ぶり2回目
- 第75回日本オープンゴルフ選手権競技（10月14日 - 17日 愛知県名古屋市名東区・愛知CC東山C）
  - 優勝：金庚泰（ 韓国） -13（271）初優勝
- 第47回ゴルフ日本シリーズ（12月2日 - 5日 東京都稲城市・東京よみうりCC）
  - 優勝：藤田寛之（ 日本） -15（265）初優勝
- 賞金王：金庚泰（初）

### 日本女子
- ワールドレディスチャンピオンシップ（5月6日 - 9日、茨城県つくばみらい市・茨城ゴルフ倶楽部・西コース）
  - 優勝：モーガン・プレッセル（ アメリカ合衆国） -9（279）
    - 日本勢最高は横峯さくらの-6(282）
- 日本女子プロゴルフ選手権大会（9月9日 - 12日 奈良県吉野郡吉野町・グランデージGC）
  - 優勝：藤田幸希 -13（275）
- 日本女子オープンゴルフ選手権競技（9月30日 - 3日 茨城県坂東市・大利根CC東コース）
  - 優勝：宮里美香 -12（276）
- LPGAツアーチャンピオンシップ（11月25日〜28日 宮崎県宮崎市・宮崎カントリークラブ）
  - 優勝：朴仁妃 （ 韓国） -1（287）
- 賞金女王：アン・ソンジュ（初）

## 水泳
- 第10回世界短水路選手権（12月15日 - 19日、 アラブ首長国連邦・ドバイ）
- 第11回パンパシフィック水泳選手権（8月18日 - 22日、 アメリカ合衆国・アーバイン）
- 第51回日本短水路選手権水泳競技大会（2月27日 - 28日、東京辰巳国際水泳場）
- 第86回日本選手権水泳競技大会競泳競技（4月13日 - 18日、東京辰巳国際水泳場）
- 第86回日本選手権水泳競技大会シンクロ競技（5月2日 - 5日、東京辰巳国際水泳場）
- 第86回日本選手権水泳競技大会飛込競技（8月6日 - 8日、東京辰巳国際水泳場）
- 第86回日本選手権水泳競技大会水球競技（10月1日 - 3日、東京辰巳国際水泳場）

## スケート

### ショートトラック
- 世界ショートトラックスピードスケート選手権大会（3月19日 - 21日、 ブルガリア・ソフィア）
- 世界ショートトラックスピードスケートチーム選手権大会（3月27日 - 28日、 イタリア・ボルミオ）

### スピードスケート
- 世界スプリントスピードスケート選手権大会（1月16日 - 17日、 日本・帯広）
男子総合優勝: 李奎爀（ 韓国）
女子総合優勝: 李相花（ 韓国）
- 世界オールラウンドスピードスケート選手権大会（3月19日 - 21日、 オランダ・ヘーレンフェーン）
男子総合優勝: スベン・クラマー（ オランダ）
女子総合優勝: マルティナ・サーブリーコヴァー（ チェコ）

### フィギュアスケート
- 四大陸フィギュアスケート選手権（1月25日 - 30日、 韓国・全州）
男子シングル優勝: アダム・リッポン（ アメリカ合衆国）
女子シングル優勝: 浅田真央（ 日本）
ペア優勝: 張丹、張昊（ 中国）
アイスダンス優勝: ケイトリン・ウィーバー、アンドリュー・ポジェ（ カナダ）
- 2010年バンクーバーオリンピックのフィギュアスケート競技（2月14日 - 27日、 カナダ・バンクーバー）
男子シングル優勝: エバン・ライサチェク（ アメリカ合衆国）
女子シングル優勝: 金妍児（ 韓国）
ペア優勝: 申雪、趙宏博（ 中国）
アイスダンス優勝: テッサ・バーチュー、スコット・モイヤー（ カナダ）
- 世界フィギュアスケート選手権（3月22日 - 28日、 イタリア・トリノ）
男子シングル優勝: 髙橋大輔（ 日本）
女子シングル優勝: 浅田真央（ 日本）
ペア優勝: 龐清、佟健（ 中国）
アイスダンス優勝: テッサ・バーチュー、スコット・モイヤー（ カナダ）
- ISUグランプリファイナル（12月9日 - 12日、 中国・北京）
男子シングル優勝: パトリック・チャン（ カナダ）
女子シングル優勝: アリッサ・シズニー（ アメリカ合衆国）
ペア優勝: アリオナ・サフチェンコ、ロビン・ゾルコーヴィ（ ドイツ）
アイスダンス優勝: メリル・デイヴィス、チャーリー・ホワイト（ アメリカ合衆国）
- 第79回全日本フィギュアスケート選手権（12月24日～26日、長野県長野市・ビッグハット）
男子シングル優勝 : 小塚崇彦（初優勝）
女子シングル優勝 : 安藤美姫（6年ぶり3回目）
ペア優勝 : 高橋成美、マービン・トラン組（3年連続3回目）
アイスダンス優勝 : キャシー・リード 、クリス・リード組（4年連続4回目）

## セーリング
- 第33回アメリカスカップ（2月12日 - 15日、 スペイン・バレンシア）
BMWオラクル（ アメリカ合衆国） （2勝0敗） アリンギ（ スイス）

## 体操

### 体操競技
- 第42回世界体操競技選手権（10月16日 - 24日、 オランダ・ロッテルダム）
男子個人総合優勝: 内村航平（ 日本）
男子団体優勝:  中国
女子個人総合優勝: アリーヤ・ムスタフィナ（ ロシア）
女子団体優勝:  ロシア
- 第64回全日本体操競技個人総合選手権大会（5月8日 - 9日、代々木第一体育館）
男子優勝: 内村航平（日本体育大学）(3年連続3回目）
女子優勝: 鶴見虹子（朝日生命体操クラブ）(5年連続5回目）
- 第64回全日本体操競技団体・種目別選手権大会（12月3日 - 5日、山口県スポーツ文化センター）
男子団体優勝: 日本体育大学
女子団体優勝: 日本体育大学
- 第49回NHK杯体操選手権（6月12日 - 13日、代々木第一体育館）
男子優勝: 内村航平（日本体育大学）(2年連続2回目）
女子優勝: 鶴見虹子（朝日生命体操クラブ）(2年連続3回目）

### 新体操
- 第30回世界新体操選手権（9月20日 - 26日、 ロシア・モスクワ）
個人総合優勝: エフゲニア・カナエワ（ ロシア）
団体総合優勝:  イタリア
- 第63回全日本新体操選手権大会（11月19日 - 21日、代々木第一体育館）
男子個人総合優勝: 北園将嗣（花園大学）
男子団体総合優勝: 青森大学
女子個人総合優勝: 大貫友梨亜（東京女子体育大学OG）
女子団体総合優勝: 日本女子体育大学

### トランポリン
- 第27回世界トランポリン競技選手権（11月11日 - 13日、 フランス・メス）
男子個人優勝: 董棟（ 中国）
女子個人優勝: 李丹（ 中国）
- 第47回全日本トランポリン競技選手権大会（12月4日 - 5日、沖縄県総合運動公園）
男子個人優勝: 伊藤正樹（金沢学院大学クラブ）
女子個人優勝: 廣田遥（阪南大学クラブ）

## 卓球
- 全日本卓球選手権大会（1月12日 - 17日、東京体育館）
男子シングルス優勝: 水谷隼（明治大学）
女子シングルス優勝: 王輝（日立化成）
男子ダブルス優勝: 水谷隼（明治大学）、岸川聖也（スヴェンソン）
女子ダブルス優勝: 藤井寛子、若宮三紗子（日本生命）
混合ダブルス優勝: 松平健太（青森山田高）、石川佳純（ミキハウスJSC）
- 第50回世界卓球選手権団体戦（5月23日 - 30日、 ロシア・モスクワ）
男子決勝:  中国 3-1  ドイツ
女子決勝:  シンガポール 3-1  中国

## テニス

### グランドスラム
- 全豪オープン（1月18日 - 31日）
  - 男子シングルス優勝：ロジャー・フェデラー（ スイス）（3年ぶり4回目）
  - 女子シングルス優勝：セリーナ・ウィリアムズ（ アメリカ合衆国）（2年連続5回目）
  - 男子ダブルス優勝：ボブ・ブライアン&マイク・ブライアン組（ アメリカ合衆国）（2年連続4回目）
  - 女子ダブルス優勝：ビーナス・ウィリアムズ&セリーナ・ウィリアムズ組（ アメリカ合衆国）（2年連続4回目）
  - 混合ダブルス優勝：リーンダー・パエス（ インド）&カーラ・ブラック組( ジンバブエ)（初優勝）
- 全仏オープン（5月23日 - 6月6日）
  - 男子シングルス優勝：ラファエル・ナダル（ スペイン）（2年ぶり5回目）
  - 女子シングルス優勝：フランチェスカ・スキアボーネ（ イタリア）（初優勝）
  - 男子ダブルス優勝：ダニエル・ネスター（ カナダ）&ネナド・ジモニッチ組（ セルビア）（初優勝）
  - 女子ダブルス優勝：ビーナス・ウィリアムズ&セリーナ・ウィリアムズ組（ アメリカ合衆国）（11年ぶり2回目）
  - 混合ダブルス優勝：ネナド・ジモニッチ（ セルビア）&カタリナ・スレボトニク組( スロベニア)（4年ぶり2回目）
- ウィンブルドン（6月21日 - 7月4日）
  - 男子シングルス優勝：ラファエル・ナダル（ スペイン）（2年ぶり2回目）
  - 女子シングルス優勝：セリーナ・ウィリアムズ（ アメリカ合衆国）（2年連続4回目）
  - 男子ダブルス優勝：ユルゲン・メルツァー（ オーストリア&フィリップ・ペッシュナー組（ ドイツ）（初優勝）
  - 女子ダブルス優勝：バニア・キング（ アメリカ合衆国&ヤロスラワ・シュウェドワ組（ カザフスタン）（初優勝）
  - 混合ダブルス優勝：：リーンダー・パエス（ インド）&カーラ・ブラック組( ジンバブエ)（初優勝）
- 全米オープン（8月30日 - 13日、雨天で1日会期延長）
  - 男子シングルス優勝：ラファエル・ナダル（ スペイン）（初優勝）
  - 女子シングルス優勝：キム・クライシュテルス（ ベルギー）（2年連続3回目）
  - 男子ダブルス優勝：ボブ・ブライアン&マイク・ブライアン組（ アメリカ合衆国）（2年ぶり3回目）
  - 女子ダブルス優勝：：バニア・キング（ アメリカ合衆国&ヤロスラワ・シュウェドワ組（ カザフスタン）（初優勝）
  - 混合ダブルス優勝：ボブ・ブライアン&リーゼル・フーバー（ アメリカ合衆国）（初優勝）

### デビスカップ・フェドカップ
- デビスカップ決勝（12月3日～12月5日、セルビア・ベオグラード）  セルビア （3勝2敗）  フランス
- フェドカップ決勝（11月6日～11月7日、アメリカ・サンディエゴ）  イタリア （3勝1敗）  アメリカ合衆国

### 日本
- 第85回全日本テニス選手権（10月30日～7日、東京都・有明テニスの森公園）
  - 男子単決勝 杉田祐一 2 - 0 鈴木貴男
  - 女子単決勝 土居美咲 2 - 0 米村知子

## バドミントン
- トマス杯決勝（5月16日、 マレーシア・クアラルンプール）
 中国 3-0  インドネシア
- ユーバー杯決勝（5月15日、 マレーシア・クアラルンプール）
 韓国 3-1  中国
- 第18回世界バドミントン選手権大会（8月23日 - 29日、 フランス・パリ）
男子シングルス優勝: 陳金（ 中国）
女子シングルス優勝: 王琳（ 中国）
男子ダブルス優勝: 蔡贇、傅海峰（ 中国）
女子ダブルス優勝: 杜婧、於洋（ 中国）
混合ダブルス優勝: 鄭波、馬晋（ 中国）
- 全日本総合バドミントン選手権大会（12月7日 - 12日、代々木第二体育館）
男子シングルス優勝: 田児賢一（NTT東日本）
女子シングルス優勝: 廣瀬栄理子（三洋電機）
男子ダブルス優勝: 平田典靖、橋本博且（トナミ運輸）
女子ダブルス優勝: 末綱聡子、前田美順（ルネサスSKY）
混合ダブルス優勝: 平田典靖（トナミ運輸）、前田美順（ルネサスSKY）

## ハンドボール
- 第34回日本ハンドボールリーグプレーオフ決勝（3月21日、東京体育館）
  - 男子決勝: 大同特殊鋼 38-37 トヨタ車体
  - 女子決勝: ソニーセミコンダクタ九州 25-24 北國銀行
- 第62回全日本総合ハンドボール選手権大会男子（12月22～26日、駒沢体育館）
  - 決勝: 大崎電気 36-29 トヨタ車体（5年ぶり10回目）

## プロレス
- プロレス大賞MVP　杉浦貴（プロレスリング・ノア　初受賞）
- チャンピオン・カーニバル（全日本プロレス） 優勝：鈴木みのる（3年連続優勝）
- G1クライマックス（新日本プロレス） 優勝：小島聡（初優勝）※新日本プロレス所属以外での初優勝
- 世界最強タッグ決定リーグ戦（全日本プロレス） 優勝：KENSO（鈴木健想）&KONO（河野真幸）組（初優勝）

## ボクシング

### 日本のジム所属選手の世界戦
| 開催日   | 会場                                            | タイトル種別                                 | 対戦者                          | 結果             | 対戦者                                              |
| -------- | ----------------------------------------------- | -------------------------------------------- | ------------------------------- | ---------------- | --------------------------------------------------- |
| 1月11日  | 東京都江東区 東京ビッグサイト                   | WBA世界スーパーフェザー級 タイトルマッチ     | 内山高志 （3位/ワタナベ）       | ☆12回2分48秒TKO★ | フアン・カルロス・サルガド （王者/ メキシコ）       |
| 1月11日  | 東京都江東区 東京ビッグサイト                   | WBA世界スーパーバンタム級 タイトルマッチ     | 細野悟 （10位/大橋）            | ★判定☆           | プーンサワット・クラティンデーンジム （王者/ タイ） |
| 2月7日   | 兵庫県神戸市中央区 ワールド記念ホール           | WBA女子世界スーパーフライ級 タイトルマッチ   | 天海ツナミ （王者/山木）        | ☆判定★           | シャニー・マーティン （9位/ イギリス）              |
| 2月7日   | 兵庫県神戸市中央区 ワールド記念ホール           | WBA世界フライ級 タイトルマッチ               | 亀田大毅 （11位/亀田）          | ☆判定★           | デンカオセーン・カオウィチット （王者/ タイ）       |
| 3月27日  | 東京都江東区 有明コロシアム                     | WBC女子世界アトム級 タイトルマッチ           | 小関桃 （王者/青木）            | ☆判定★           | 申建主 （3位/ 韓国）                                |
| 3月27日  | 東京都江東区 有明コロシアム                     | WBC世界ミニマム級 タイトルマッチ             | 黒木健孝 （3位/ヤマグチ土浦）   | ★判定☆           | オーレイドン・シスサマーチャイ （王者/ タイ）       |
| 3月27日  | 東京都江東区 有明コロシアム                     | WBC世界フライ級 王者統一戦                   | 亀田興毅 （正規王者/亀田）      | ★判定☆           | ポンサクレック・ウォンジョンカム （暫定王者/ タイ） |
| 4月9日   | タイサムットプラカーン                          | WBC女子世界ライトフライ級 王座統一戦         | 富樫直美 （王者/ワタナベ）      | ☆判定★           | ノンムアイ・ゴーキャットジム （暫定王者/ タイ）     |
| 4月24日  | トリニダード・トバゴチャグアナス                | WBA女子世界ミニマム級 王座統一戦             | 多田悦子 （王者/フュチュール）  | 引分             | リア・ラムナリン （暫定王者/ トリニダード・トバゴ） |
| 4月30日  | 東京都千代田区 日本武道館                       | WBC世界バンタム級 タイトルマッチ             | 長谷川穂積 （王者/真正）        | ★4回2分59秒TKO☆  | フェルナンド・モンティエル （WBO王者/ メキシコ）    |
| 4月30日  | 東京都千代田区 日本武道館                       | WBC世界スーパーバンタム級 タイトルマッチ     | 西岡利晃 （王者/帝拳）          | ☆5回1分14秒TKO★  | バルウェグ・バンゴヤン （11位/ フィリピン）         |
| 5月8日   | 大阪府大阪市浪速区 大阪府立体育会館             | WBA世界スーパーフライ級 タイトルマッチ       | 名城信男 （王者/六島）          | ★判定☆           | ウーゴ・カサレス （1位/ メキシコ）                  |
| 5月17日  | 埼玉県さいたま市中央区 さいたまスーパーアリーナ | WBA女子世界スーパーフライ級 タイトルマッチ   | 天海ツナミ （王者/山木）        | ☆判定★           | 江畑佳代子 （10位/ワタナベ）                        |
| 5月17日  | 埼玉県さいたま市中央区 さいたまスーパーアリーナ | WBA世界スーパーフェザー級 タイトルマッチ     | 内山高志 （王者/ワタナベ）      | ☆6回1分42秒TKO★  | アンヘル・グラナドス （12位/ ベネズエラ）           |
| 5月20日  | タイマハーサーラカーム                          | WBA世界スーパーバンタム級 タイトルマッチ     | 木村章司 （12位/花形）          | ★4回2分23秒TKO☆  | プーンサワット・クラティンデーンジム （王者/ タイ） |
| 7月17日  | 韓国礼山郡                                      | WBA女子世界スーパーフェザー級 暫定王座決定戦 | 水谷智佳 （宮田）               | ★判定☆           | 金孝玟 （ 韓国）                                    |
| 9月13日  | 東京都文京区 後楽園ホール                       | WBC女子世界ミニフライ級 タイトルマッチ       | 菊地奈々子 （6位/白井・具志堅） | ★判定☆           | アナベル・オルティス （王者/ メキシコ）             |
| 9月20日  | 埼玉県さいたま市中央区 さいたまスーパーアリーナ | WBA世界スーパーフェザー級 タイトルマッチ     | 内山高志 （王者/ワタナベ）      | ☆5R2分27秒TKO★   | ロイ・ムクリス （王者/ インドネシア）               |
| 9月20日  | 埼玉県さいたま市中央区 さいたまスーパーアリーナ | WBC世界スーパーフライ級 王座決定戦           | 河野公平 （1位/ワタナベ）       | ★判定☆           | トマス・ロハス （2位/ メキシコ）                    |
| 9月25日  | 東京都江東区 東京ビッグサイト                   | WBA世界フライ級 タイトルマッチ               | 亀田大毅 （王者/亀田）          | ☆判定★           | 坂田健史 （6位/協栄）                               |
| 10月2日  | 東京都文京区 後楽園ホール                       | WBA世界スーパーバンタム級 タイトルマッチ     | 李冽理 （14位/横浜光）          | ☆判定★           | プーンサワット・クラティンデーンジム （王者/ タイ） |
| 10月2日  | メキシコ ハリスコ州グアダラハラ                 | WBC女子世界ライトフライ級 タイトルマッチ     | 富樫直美 （王者/ワタナベ）      | ☆判定★           | イルマ・サンチェス （1位/ メキシコ）                |
| 10月9日  | メキシコハリスコ州グアダラハラ                  | WBA世界スーパーウェルター級 正規王座決定戦   | 石田順裕 （暫定王者/金沢）      | ★判定☆           | リゴベルト・アルバレス （9位/ メキシコ）            |
| 10月24日 | 東京都墨田区 両国国技館                         | WBC世界スーパーバンタム級 タイトルマッチ     | 西岡利晃 （王者/帝拳）          | ☆判定★           | レンドール・ムンロー （1位/ イギリス）              |
| 11月26日 | 愛知県名古屋市南区 日本ガイシプラザ             | WBC世界スーパーフェザー級 タイトルマッチ     | 粟生隆寛 （2位/帝拳）           | ☆判定★           | ビタリ・タイベルト （王者/ ドイツ）                 |
| 11月26日 | 愛知県名古屋市南区 日本ガイシプラザ             | WBC世界フェザー級 王座決定戦                 | 長谷川穂積 （2位/真正）         | ☆判定★           | フアンカルロス・ブルゴス （1位/ メキシコ）          |
| 12月5日  | 大阪府大阪市住之江区 ATCホール                  | WBA女子世界ミニマム級 タイトルマッチ         | 多田悦子 （王者/フュチュール）  | ☆判定★           | アマラー・ゴーキャットジム （ タイ）                |
| 12月6日  | 東京都文京区 後楽園ホール                       | WBC女子世界アトム級 タイトルマッチ           | 小関桃 （王者/青木）            | 引分             | 秋田屋まさえ （8位/ワイルドビート）                 |
| 12月6日  | 東京都文京区 後楽園ホール                       | WBA女子世界スーパーフライ級 タイトルマッチ   | 天海ツナミ （王者／山木）       | ☆8回終了TKO★     | 藤本りえ （協栄）                                   |
| 12月23日 | 大阪府大阪市浪速区 大阪府立体育会館             | WBA世界スーパーフライ級 タイトルマッチ       | 久高寛之 （8位/仲里・ATSUMI）   | ★判定☆           | ウーゴ・カサレス （王者/ メキシコ）                 |
| 12月26日 | 埼玉県さいたま市中央区 さいたまスーパーアリーナ | WBA世界バンタム級 王座決定戦                 | 亀田興毅 （2位/亀田）           | ☆判定★           | アレクサンドル・ムニョス （5位/ ベネズエラ）        |
| 12月26日 | 埼玉県さいたま市中央区 さいたまスーパーアリーナ | WBA世界フライ級 タイトルマッチ               | 亀田大毅 （王者/亀田）          | ☆判定★           | シルビオ・オルティアーヌ · （14位/ ルーマニア）     |

## モータースポーツ

### 四輪カテゴリー
- ダカール・ラリー（1月1日 - 16日、 アルゼンチン・ブエノスアイレス発着）
四輪部門優勝: カルロス・サインツ（ スペイン、フォルクスワーゲン・トゥアレグ）47時間10分00秒
- F1

- - ドライバーズチャンピオン:セバスチャン・ベッテル（ ドイツ、レッドブル・レーシング）256ポイント（初）
  - コンストラクターズチャンピオン:レッドブル・レーシング 498ポイント（初）
  - 2010モナコグランプリ（5月16日、モンテカルロ市街地コース）
優勝: マーク・ウェバー（ オーストラリア、レッドブル・レーシング）
  - 2010日本GP（10月10日、鈴鹿サーキット）
優勝:セバスチャン・ベッテル（ ドイツ、レッドブル・レーシング）
- WRC

- - 世界ドライバーズ・チャンピオンシップ : セバスチャン・ローブ（ フランス、シトロエン）
  - ラリージャパン（9月10日 - 12日、札幌市）
優勝: セバスチャン・オジェ（ フランス、シトロエン）
- IRL

- - ドライバーズ・チャンピオンシップ : ダリオ・フランキッティ（ イギリス、チップ・ガナッシ・レーシング/ダラーラ/ホンダ）
  - インディ500（5月30日、インディアナポリス・モーター・スピードウェイ）
優勝: ダリオ・フランキッティ（ イギリス、チップ・ガナッシ・レーシング）
  - インディジャパン300（9月18日、栃木県・ツインリンクもてぎ）
優勝: エリオ・カストロネベス（ ブラジル、マールボロ・チーム・ペンスキー）
- ル・マン24時間レース
総合優勝: ティモ・ベルンハルト（ ドイツ）/ロマン・デュマ（ フランス）/マイク・ロッケンフェラー（ ドイツ）
（アウディスポーツ・ノースアメリカ（ ドイツ）、アウディ・R15 TDI） 397周
- フォーミュラ・ニッポン

- - シリーズチャンピオン：ジョアオ・パオロ・デ・オリベイラ（Mobile 1 TEAM IMPUL）
- SUPER GT

- - GT500クラスシリーズチャンピオン: 小暮卓史 / ロイック・デュバル（ウイダー HSV-010 GT）
  - GT300クラスシリーズチャンピオン: 星野一樹 / 柳田真孝（OMICA Z）

### 二輪カテゴリー
- ダカール・ラリー（1月1日 - 16日、アルゼンチン・ブエノスアイレス発着）
二輪部門優勝: シリル・デプレ（ フランス、KTM）51時間10分37秒
- MotoGP

- - MotoGPクラス世界ライダーズ・チャンピオンシップ：ホルヘ・ロレンソ（ スペイン、フィアット・ヤマハ）
  - 日本グランプリ（10月3日、ツインリンクもてぎ）
MotoGPクラス優勝: ケーシー・ストーナー（ オーストラリア、ドゥカティ）
- 鈴鹿8時間耐久ロードレース（7月25日、三重県・鈴鹿サーキット）
総合優勝: 清成龍一/中上貴晶/高橋巧（MuSASHi RT HARC-PRO.） 215周
- 全日本ロードレース選手権
  - JSB1000クラスシリーズチャンピオン：秋吉耕佑（F.C.C.TSR Honda）

## ラグビー

### 国際大会
- シックス・ネイションズ（2月6日 - 3月20日）
優勝:  フランス（5戦全勝） - グランドスラム達成
- トライネイションズ（7月10日 - 9月11日）
優勝:  ニュージーランド（6戦全勝）

### 第47回全日本選手権
- 決勝：2月28日 東京・秩父宮ラグビー場
三洋電機ワイルドナイツ 22-17 トヨタ自動車ヴェルブリッツ(3年連続3回目）

### ジャパンラグビートップリーグ
- ジャパンラグビートップリーグ レギュラーシズン - 1月9日
1位 : 三洋電機ワイルドナイツ 勝点59
2位 : サントリーサンゴリアス 勝点58
3位 : 東芝ブレイブルーパス 勝点52
4位 : トヨタ自動車ヴェルブリッツ 勝点48

の4チームがマイクロソフトカップに進出
- マイクロソフトカップ決勝（秩父宮ラグビー場・1月31日）
東芝ブレイブルーパス 6-0 三洋電機ワイルドナイツ(2年連続5回目）

### 日本の学生ラグビー
- 第89回全国高等学校ラグビーフットボール大会決勝（近鉄花園ラグビー場・1月7日）
東福岡（福岡）31 - 5桐蔭学園（神奈川）（2年ぶり2回目）
- 第46回全国大学ラグビーフットボール選手権大会決勝（国立霞ヶ丘競技場陸上競技場・1月10日）
帝京大学14- 13東海大学（初優勝）

## 陸上競技

### トラック&フィールド

#### 選手権大会
- 第14回世界室内陸上競技選手権大会（3月12日～3月14日、 カタール・ドーハ）
- 第1回IAAFコンチネンタルカップ（9月4日～9月5日、 クロアチア・スプリト）
- 第13回世界ジュニア陸上競技選手権大会（7月19日～7月25日、 カナダ・モンクトン）
- 第20回ヨーロッパ陸上競技選手権大会（7月27日～8月1日、 スペイン・バルセロナ）
- 第17回アフリカ陸上競技選手権大会（7月28日～8月1日、 ケニア・ナイロビ）
- 第10回オセアニア陸上競技選手権大会（9月23日～9月25日、 オーストラリア・ケアンズ）

#### IAAFダイヤモンドリーグ
- 2010年IAAFダイヤモンドリーグ（5月14日～8月27日、11ヶ国14都市）

#### 日本国内大会
- 第94回日本陸上競技選手権大会（6月4日 - 6月6日、香川県立丸亀競技場）
- 第94回日本陸上競技選手権大会混成競技（6月12日～6月13日、等々力陸上競技場）
- 第94回日本陸上競技選手権リレー競技大会（10月22日～10月24日、横浜国際総合競技場）
- 第58回全日本実業団対抗陸上競技選手権大会（9月24日～9月26日、新潟スタジアム）
- 第79回日本学生陸上競技対校選手権大会（9月10日～9月12日、国立霞ヶ丘競技場陸上競技場）
- 第63回全国高等学校陸上競技対校選手権大会（7月29日～8月2日、沖縄県総合運動公園陸上競技場）
- IAAFグランプリ大阪大会（5月8日、長居陸上競技場）
- スーパー陸上（9月19日、等々力陸上競技場）

### クロスカントリー
- 第38回世界クロスカントリー選手権（3月28日、 ポーランド・ビドゴシチ）
- 第45回千葉国際クロスカントリー大会（2月14日、千葉市昭和の森公園）
- 第24回福岡国際クロスカントリー大会（2月27日、国営海の中道海浜公園）

### 競歩
- IAAFワールドカップ競歩（3月28日、 メキシコ・チワワ）
- 第93回日本陸上競技選手権大会男子20キロ 女子20キロ競歩（1月31日、神戸市東灘区）
- 第94回日本陸上競技選手権大会50キロ競歩（4月18日、石川県輪島市）

### ハーフマラソン
- 第19回世界ハーフマラソン選手権（10月16日、 中華人民共和国・南寧市）
- 第64回香川丸亀国際ハーフマラソン（2月7日、香川県立丸亀競技場発着）
- 第53回札幌国際ハーフマラソン（7月4日、札幌市円山競技場発着）

### マラソン

#### ワールドマラソンメジャーズ
2009-2010男子総合優勝: サムエル・ワンジル（ ケニア）75ポイント
2009-2010女子総合優勝: リリア・ショブホワ（ ロシア）85ポイント
- ボストンマラソン（4月19日）
男子優勝: ロバート・キプコエチ・チェルイヨット（ ケニア）2時間05分52秒
女子優勝: テイバ・エルケッソ（ エチオピア）2時間26分11秒
- ロンドンマラソン（4月25日）
男子優勝: ツェガエ・ケベデ（ エチオピア）2時間05分19秒
女子優勝: リリア・ショブホワ（ ロシア）2時間22分00秒
- ベルリンマラソン（9月26日）
男子優勝: パトリック・マカウ（ ケニア） 2時間04分48秒
女子優勝: アベル・ケベデ（ エチオピア） 2時間23分58秒
- シカゴマラソン（10月10日）
男子優勝: サムエル・ワンジル（ ケニア） 2時間06分24秒
女子優勝: リリア・ショブホワ（ ロシア） 2時間20分25秒
- ニューヨークシティマラソン（11月7日）
男子優勝: ゲブレ・ゲブレマリアム（ エチオピア） 2時間08分14秒
女子優勝: エドナ・キプラガト（ ケニア） 2時間28分20秒

#### 日本国内大会

##### 男子
- 第59回別府大分毎日マラソン
  - 2月7日 大分県大分市 大分市営陸上競技場スタート・ゴール
  - 優勝：ジョナサン・キプコリル（ ケニア）2時間10分15秒
  - 日本勢最高は：井川重史（大塚製薬） 2時間11分04秒(4位）
- 第65回びわ湖毎日マラソン
  - 3月7日 滋賀県大津市 皇子山陸上競技場スタート・ゴール
  - 優勝：イエマネ・ツェガエ（ エチオピア）2時間09分34秒
  - 日本勢最高は：佐藤智之（旭化成） 2時間10分07秒(2位）
- 第64回福岡国際マラソン
  - 12月5日 福岡県福岡市中央区 平和台陸上競技場スタート・ゴール
  - 優勝：ジャウアド・ガリブ（ モロッコ）2時間08分24秒
  - 日本勢最高は：松宮隆行（コニカミノルタ） 2時間10分54秒(3位）

##### 女子
- 第29回大阪国際女子マラソン
  - 1月31日 大阪府大阪市東住吉区・長居陸上競技場スタート・ゴール
  - 優勝：アマネ・ゴベナ （ エチオピア）2時間25分13秒 （初優勝）
  - 日本勢最高は：小崎まり（ノーリツ） 2時間26分27秒(3位）
- 第31回名古屋国際女子マラソン
  - 3月14日 愛知県名古屋市瑞穂区・瑞穂陸上競技場スタート・ゴール
  - 優勝：加納由理 （日本/セカンドウィンドAC）2時間27分11秒 （初優勝）

##### 総合
- 第4回東京マラソン
  - 2月28日 東京都新宿区：東京都庁スタート/東京都江東区：東京国際展示場ゴール
  - 男子優勝：藤原正和（日本/ホンダ） 2時間12分19秒（初優勝）
  - 女子優勝：アレフティナ・ビクティミロワ （ ロシア）2時間34分39秒 （初優勝）
  - 日本勢最高は：佐藤由美(資生堂）2時間43分01秒(6位）
- 第12回長野オリンピック記念長野マラソン
  - 4月18日 長野市長野運動公園前スタート/長野オリンピックスタジアムゴール
  - 男子優勝：ニコラス・チェリモ（ ケニア）2時間10分24秒
  - 女子優勝：リサ・ウェイトマン（ オーストラリア）2時間28分48秒
- 第24回北海道マラソン
  - 8月30日 札幌市中央区中島公園スタート/札幌市中央区大通公園ゴール
  - 男子優勝：サイラス・ジョイ（ ケニア/日立電線） 2時間11分22秒
  - 女子優勝：原裕美子（日本/ユニバーサルエンターテインメント）2時間34分12秒

### 駅伝

#### 総合
- 第22回国際千葉駅伝（千葉市稲毛区千葉県総合スポーツセンター陸上競技場発着・11月23日）
  - 優勝 : 日本学生選抜 2時間7分52秒 （初優勝）

#### 男女同日開催
- 男子第61回、女子第22回全国高等学校駅伝競走大会（京都市右京区西京極総合運動公園陸上競技場発着12月26日）
  - 男子優勝：鹿児島実（鹿児島）2時間03分59秒（初優勝）
  - 女子優勝：興譲館（岡山） 1時間07分50秒（5年ぶり2回目）

#### 男子
- 第54回全日本実業団駅伝（1月1日、群馬県）
  - 優勝 : 日清食品グループ 4時間50分07秒 （初優勝）
- 第86回東京箱根間往復大学駅伝競走（1月2日 - 3日、東京都千代田区読売新聞本社前⇔神奈川県箱根町・芦ノ湖）
  - 総合優勝：東洋大学 11時間10分13秒 （2年連続2回目）
  - 往路優勝：東洋大学 5時間32分02秒 （2年連続2回目）
  - 復路優勝：駒澤大学 5時間34分41秒 （2年ぶり8回目）
- 第15回天皇盃全国都道府県対抗男子駅伝競走大会（広島市発着、全市街地コース・1月24日）
  - 優勝：兵庫県 2時間20分02秒 （3年ぶり3回目）
- 第22回出雲全日本大学選抜駅伝競走（10月11日 、島根県出雲市出雲大社鳥居前→出雲ドーム）
  - 優勝：早稲田大学 2時間10分05秒 （14年ぶり2回目）
- 第42回全日本大学駅伝対校選手権大会（愛知県名古屋市熱田区熱田神宮西門前→三重県伊勢市伊勢神宮内宮宇治橋前・11月7日）
  - 優勝 : 早稲田大学 5時間13分02秒 （15年ぶり5回目）

#### 女子
- 第28回皇后盃全国都道府県対抗女子駅伝競走大会（京都市右京区 西京極陸上競技場発着・1月17日）
  - 優勝 : 岡山県 2時間16分24秒 （初優勝）
- 第28回全日本大学女子駅伝対校選手権大会（仙台市宮城野区 仙台市陸上競技場⇒仙台市青葉区 仙台市役所前市民広場・10月24日）
  - 優勝 : 佛教大学 2時間2分44秒 （2年連続2回目）
- 第30回全日本実業団対抗女子駅伝競走大会（岐阜県岐阜市 長良川陸上競技場発着・12月19日）
  - 優勝 : 天満屋 2時間14分35秒 （初優勝）

## レスリング
- レスリング世界選手権（9月6日 - 12日、 ロシア・モスクワ）
- 全日本選抜レスリング選手権大会（5月1日 - 3日、代々木第2体育館）
- 全日本レスリング選手権大会（12月21日 - 23日、代々木第2体育館）

## スポーツの賞
- 日本プロスポーツ大賞
大賞: 白鵬翔（大相撲）
殊勲賞: 2010 FIFAワールドカップ日本代表（サッカー）、千葉ロッテマリーンズ（野球）、宮里藍（女子ゴルフ）
最高新人賞: 長野久義（野球）
- 平成22年度JOCスポーツ賞
最優秀賞: 吉田沙保里（レスリング）
優秀賞: 内村航平（体操）、杉本美香（柔道）、松田知幸（射撃）
新人賞: 飯塚翔太（陸上競技）
特別功労賞: バレーボール全日本女子チーム（栗原恵、井上香織、佐野優子、山口舞、木村沙織、井野亜季子、中道瞳、竹下佳江、山本愛、石田瑞穂、荒木絵里香、江畑幸子、迫田さおり、溝口華菜里）、卓球女子日本代表（福原愛、平野早矢香、石川佳純、藤井寛子、藤沼亜衣）、北本忍（カヌー）
特別栄誉賞: 該当者無し
- ローレウス世界スポーツ賞
最優秀男子選手: ウサイン・ボルト（ ジャマイカ、陸上競技）
最優秀女子選手: セリーナ・ウィリアムズ（ アメリカ合衆国、テニス）
最優秀チーム: ブラウンGP（ イギリス、F1）
最優秀成長選手: ジェンソン・バトン（ イギリス、F1）
最優秀復帰選手: キム・クライシュテルス（ ベルギー、テニス）
最優秀障害者選手: ナタリー・デュトワ（ 南アフリカ共和国、競泳）
最優秀Xスポーツ選手: ステファニー・ギルモア（ オーストラリア、サーフィン）
スポーツ貢献賞: ディケンベ・ムトンボ（ アメリカ合衆国、バスケットボール）
生涯功労賞: ナワル・エル・ムータワキル（ モロッコ、陸上競技）
- IAAF世界最優秀選手賞
男子最優秀選手: デイヴィッド・ルディシャ（ ケニア）
女子最優秀選手: ブランカ・ブラシッチ（ クロアチア）

## その他のスポーツ
- 第8回スポーツアコード国際会議（4月26日 - 30日、 アラブ首長国連邦・ドバイ）

## 誕生
- 3月11日 - 王一涵、フィギュアスケート
- 5月28日 - ステファニア・グラドキ、フィギュアスケート
- 10月14日 - 長谷川瑞穂、スケートボーダー

## 死去
- 1月1日 - 成川哲夫（東京都、空手、*1944年）
- 1月9日 - パナヨト・パノ（アルバニア、サッカー、*1939年）
- 1月9日 - アメレテ・アバロ（トーゴ、サッカー、*1962年）
- 1月10日 - トニー・ホーム（フィンランド、格闘技、*1963年）
- 1月15日 - 武宮敏明（熊本県、野球、*1921年）
- 1月16日 - 中尾銑治（京都府、競馬、*1935年）
- 1月16日 - 柴田勝久（三重県、相撲・プロレス、*1943年）
- 1月17日 - 小林繁（鳥取県、野球、*1952年）
- 1月17日 - ゲインズ・アダムス（アメリカ合衆国、アメリカンフットボール、*1983年）
- 1月19日 - 白石正三（大阪府、テニス、*1958年）
- 2月1日 - ジャック・ブリスコ（アメリカ合衆国、プロレス、*1941年）
- 2月2日 - 黒井敦史（大阪府、レーシング、*1969年
- 2月5日 - 小瀬浩之（大阪府、野球、*1985年）
- 2月7日 - フランコ・バッレリーニ（イタリア、自転車、*1964年）
- 2月7日 - 任秀赫（韓国、野球、*1969年）
- 2月12日 - ノダル・クマリタシビリ（グルジア、リュージュ、*1988年）
- 3月1日 - 高橋重行（千葉県、野球、*1945年）
- 3月9日 - ウィリー・デービス（アメリカ合衆国、野球、*1940年）
- 3月16日 - 前川八郎（兵庫県、野球、*1912年）
- 3月18日 - 富澤勝行（千葉県、競輪、*1980年）
- 3月20日 - マイケル・シクルナ（リングネーム：バロン・シクルナ、マルタ、プロレス、*1929年）
- 3月30日 - 出羽嵐大輔（長崎県、相撲、*1970年）
- 4月1日 - 第28代木村庄之助（本名：後藤悟、山形県、大相撲立行司、*1928年）
- 4月3日 - 渡邉泰憲（北海道、ラグビー、*1974年）
- 4月7日 - 木村拓也（宮崎県、野球、*1962年）
- 4月10日 - ピオトル・ヌロフスキ（ポーランド、オリンピック委員会、* 1945年）
- 4月14日 - ジン・キニスキー（カナダ、プロレス、*1928年）
- 4月18日 - 見掛道夫（兵庫県、野球、阪神タイガース球団元社長、* 1921年）
- 4月19日 - エドウィン・バレロ（ベネズエラ、ボクシング、元世界ボクシング評議会ライト級チャンピオン、* 1981年）
- 4月21日
  - フアン・アントニオ・サマランチ（スペイン、IOC第7代会長、* 1920年）
  - ミスター・ヒト（大阪府、プロレス、* 1942年）
- 4月22日 - 河野高明（ゴルフ、元日本プロゴルフ協会（PGA）理事、* 1940年）
- 5月1日 - 小林公平（山梨県、野球、元阪急ブレーブス（現オリックス・バファローズ）オーナー、*1928年）
- 5月3日 - キンジ渋谷（ハワイ州、プロレス、* 1921年）
- 5月4日 - アーニー・ハウエル（アメリカ合衆国、スポーツアナウンサー、スタジアムDJ、* 1918年）
- 5月5日 - 田宮謙次郎（茨城県、野球、*1928年）
- 5月6日
  - ジャコモ・ネーリ（イタリア、サッカー、* 1916年）
  - ロビン・ロバーツ（アメリカ合衆国、野球、* 1926年）
- 5月8日 - 島野修（神奈川県、野球、* 1950年）
- 5月9日
  - 小掛照二（広島県、陸上競技、三段跳び元・世界記録保持者、元JOC副会長。* 1932年）
  - エリカ・ブラスバーグ（アメリカ合衆国、ゴルフ、* 1984年）[5]
- 5月11日 - 川本幸生（広島県、野球、広島県立広島商業高等学校野球部元監督。* 1957年）
- 5月14日
  - ノーマン・ハンド（アメリカ合衆国、フットボール、* 1972年）
  - 岩永高弘（長崎県、競艇、* 1973年）
- 5月20日 - 鈴木滋（体育学者、日本サッカー協会公認トレーニングコーチ、* 1949年）
- 5月24日 - ラッシャー木村（北海道、プロレス、* 1941年）
- 5月30日 - 青木半治（千葉県、陸上競技、元日本体育協会、日本陸上競技連盟会長 * 1915年）
- 6月19日 - 鳴門海一行（兵庫県、大相撲、元前頭 * 1926年）
- 7月20日
  - 北葉山英俊(北海道、大相撲、元大関、11代 枝川親方 * 1935年）
  - 中村祐造(兵庫県、バレーボール、ミュンヘンオリンピック全日本男子主将、元全日本男子監督 * 1943年）
- 8月4日
  - 大麒麟將能（佐賀県、大相撲、元大関、17代 押尾川親方 * 1935年）
  - 井上裕子（徳島県、ゴルフ、日本女子プロゴルフ協会理事。* 1959年）
- 8月13日 - ランス・ケイド（アメリカ合衆国、プロレス * 1980年）
- 8月16日
  - 王登美（富山県、王貞治福岡ソフトバンクホークス球団会長・元監督、東京讀賣巨人軍元選手・監督の母 * 1901年）
  - ボビー・トムソン（スコットランド、野球、元MLB選手 * 1923年）
- 8月19日 - スカンドル・アクバ（アメリカ合衆国、プロレス、元プロレスリングマネージャー * 1934年）
- 8月24日 - 荒川宗一（静岡県、野球、元高橋ユニオンズ外野手、元早稲田大学野球部OB会長 * 1925年）
- 8月27日
  - トニー・オズボーン（アメリカ合衆国、プロレス * 1926年）
  - アントン・ヘーシンク（オランダ、柔道・プロレス * 1934年）
  - ルナ・バション（カナダ、プロレス * 1962年）
- 8月28日 - 山本小鉄（神奈川県、プロレス、新日本プロレスリング元審判部長 * 1941年）[6]
- 8月31日 - 高橋政行（岐阜県、中央競馬、第13代日本中央競馬会理事長 * 1940年）
- 9月1日 - 初代若乃花幹士（青森県、大相撲、第45代横綱第6代日本相撲協会理事長 * 1928年）
- 9月5日 - 富沢祥也（千葉県、オートバイレーサー *1990年）
- 9月22日 - アラン・ラドキン（イギリス、元プロボクサー、元世界バンタム級4位 * 1941年）
- 10月7日 - 大沢啓二（神奈川県、野球、元日本ハムファイターズ監督 * 1932年）
- 10月19日 - 山口久（大分県、大相撲、元幕内 谷嵐、横浜ベイスターズ山口俊投手の父 * 1952年）
- 10月23日 - フラン・クリッペン（Fran Crippen, アメリカ合衆国の水泳選手 * 1984年）
- 10月27日 - 堀内庄（長野県、野球、元東京讀賣巨人軍投手 * 1935年）
- 10月31日 - 石井迪夫（静岡県、ゴルフ、元日本プロゴルフ協会理事 * 1925年）[7]
- 11月8日 - ジョー樋口（神奈川県、プロレス、全日本プロレス元レフェリー * 1929年）
- 11月25日 - 星野勘太郎（兵庫県、プロレス、魔界倶楽部総裁 * 1943年）
- 12月12日 - トム・ウォーキンショー（イギリス、元カーレーサー、レーシングチームマネージャー * 1946年）